# Matthias-Gymnasium
Das St.-Matthias-Gymnasium in Breslau wurde am 2. November 1659 als Jesuitengymnasium als Schenkung des böhmischen Landesherrn Kaiser Leopold I. auf der kaiserlichen Burg gegründet.

## Geschichte
Das Gymnasium führte die Tradition einer seit 1638 existierenden Jesuitenschule fort. Zwischen 1773 und 1811 war es als Akademisches Gymnasium mit einer theologischen Studienanstalt geführt bzw. der Leopoldinischen Universität verbunden. Der Jesuit Baron Friedrich von Lüdinghausen Wolff setzte geschickt die Gründung einer katholischen Universität im protestantisch dominierten Breslau durch, die zum Zentrum katholischer Bildung in Preußen wurde.
Nach der Aufhebung des Jesuitenordens 1773 wurde die Schule in ein katholisches Gymnasium in königlich-preußischer Trägerschaft überführt. 1811 wurde es von der Universität auch räumlich abgetrennt und im ehemaligen barocken Kloster der Kreuzherren mit dem Roten Stern an der Schuhbrücke 37 untergebracht, wo es bis 1945 verblieb. Der Apostel Matthias, Patron des Kreuzherrenklosters und der St.-Matthias-Kirche, wurde nun auch Namensgeber des Gymnasiums. Die Schule verfügte über eine eigene Bibliothek sowie spezielle Unterrichtsräume für Naturwissenschaften, Gymnastik, Zeichenunterricht und Musik.
Es war ein klassisches (humanistisches) katholisches Gymnasium für Knaben im Alter zwischen 10 und 18 Jahren. Die Mehrheit der Schüler war deutsch, allerdings lernten hier auch etliche polnischsprachige Schüler (zumeist aus Oberschlesien). Bis zum Ersten Weltkrieg durften sie hier am fakultativen Polnischunterricht teilnehmen. Die Schülerzahl stieg im 19. Jahrhundert von etwa 300 auf über 700. Die höchste Schülerzahl erreichte das Matthias-Gymnasium 1878, als dort 816 Schüler eingeschrieben waren. Das zugehörige „Convict“ bot auch Bildungschancen und Vollversorgung für arme und mittellose katholische Jungen, die begabt waren und beste Referenzen ihrer Pädagogen hatten. Die Schule war bekannt für ihr hohes Niveau und brachte viele bedeutende Persönlichkeiten hervor.
In der NS-Zeit wurde die Oberschule entkonfessionalisiert. Sie existierte bis Kriegsende 1945. Seitdem beherbergt das Gebäude das Ossolineum, die Ossolinski-Nationalbibliothek Breslau, die sich ursprünglich (bis 1940) in Lwów befand.

## Lehrer
- Aloys Bach (1770–1845), Gymnasialprofessor sowie Verfasser heimatgeschichtlicher Schriften
- Augustin Kaluža (1776–1836), Lehrer 1806–1818
- Johann Heinrich Christoph König (1777–1867), Kunst- und Zeichenlehrer
- Joseph Schall (1785–1867), Kunst- und Zeichenlehrer 1811–1855
- Peter Joseph Elvenich (1796–1886), Theologe und Rektor 1831–1839
- Franz Volkmer (1846–1930), Pädagoge
- August Wissowa (1797–1868), Klassischer Philologe und Rektor 1838–1868
- Johannes Oberdick (1835–1903), Klassischer Philologe, Lehrer 1861–1864, Direktor 1882–1897
- Franz Idzikowski (1817–1874), Geburtsort: Paruschowitz bei Rybnik/Oberschlesien,[1] Lehrer für Geschichte und Latein, Hauptmann a. D., trat 1843 als Kandidat ein, wurde im Herbst 1844 Gymnasiallehrer und als solcher Neujahr 1867 pensioniert.[2]

## Schüler
- Joseph Ignaz Schnabel (1767–1831), Komponist und Kirchenmusiker
- Otto von Haugwitz (1767–1842), Dichter
- Josef Elsner (1769–1854), Musiker, Lehrer Frederic Chopins
- Karl Siegert (1788–1865), Pfarrer in Trachenberg, fürstbischöflicher Kommissarius, wahrscheinlich Bruder des Malers Augustin Siegert
- Joseph Christian von Zedlitz (1790–1862), österreichischer Offizier, Dichter und Schriftsteller
- Wilhelm von Eichendorff (1786–1849), Jurist und Dichter, österreichischer Staatsbeamter
- Joseph von Eichendorff (1788–1857), Romantiker und Schriftsteller
- Johann Alois Fietzek (1790–1862), Verleger, polnischer Geistlicher und Aktivist
- Carl Julius Adolph Hugo Hoffmann (1801–1843), deutsch-schlesischer Kirchenmusiker und Komponist
- Carl Wilhelm Klose (1803–1865), Mediziner und Physicus des Landkreises Breslau
- Joseph Sauer (1803–1868), katholischer Geistlicher und Theologe
- Franz Nitschke (1808–1883), Pfarrer von Rengersdorf, Abgeordneter im Preußischen Landtag und von 1881 bis 1883 Großdechant sowie Vikar der Grafschaft Glatz
- Alfred Nickisch (1872–1948), Maler
- Johann Dzierzon (1811–1906), katholischer Geistlicher, Bienenforscher
- Raphael Schall (1814–1859), nazarenischer Maler der Düsseldorfer Schule
- Adalbert Kraetzig (1819–1887), Leiter der Katholischen Abteilung im Preußischen Kultusministerium, MdHdA, MdR
- Ferdinand Lassalle (1825–1864), Schriftsteller, sozialistischer Politiker und Anführer der Arbeiterbewegung
- Hugo Ulrich (1827–1872), Komponist, Musiklehrer, Arrangeur
- Israel Meir Freimann (1830–1884), Rabbiner und Orientalist
- Ernst Mandel (1841–1901), deutscher Theologe und von 1889 bis 1901 Großdechant sowie Vikar der Grafschaft Glatz
- Hermann Cohen (1842–1918), deutsch-jüdischer Philosoph
- Joseph Jungnitz (1844–1918), Historiker
- Paul Neugebauer (1848–1918), deutscher Pädagoge und Astronom
- Maximilian Kuschel (1851–1909), deutscher Ornithologe und Oologe
- Joseph Partsch (1851–1925), deutscher Geograph, Abitur als Primus 1869[3]
- Max Kaluza (1856–1921), Anglist, Hochschullehrer und Autor
- Georg Wissowa (1859–1931), klassischer Philologe
- Paul Klimek (1859–1923), klassischer Philologe
- Adolf Münzer (1870–1953), Maler und Grafiker
- Leo Wegener (1870–1936), Nationalökonom, Wirtschaftsfunktionär und Landesökonomierat
- Paul Manseck (1879–?), Seminarlehrer und Politiker (Zentrum)
- Joseph Wittig (1879–1949), Kirchenhistoriker und Theologe
- Peter Klimek (1881–1940), deutsch-polnischer katholischer Geistlicher und NS-Opfer
- Franz Xaver Seppelt (1883–1956), Kirchenhistoriker
- Michael Graf von Matuschka (1888–1944), deutscher Politiker (Zentrum), MdL und Widerstandskämpfer des 20. Juli 1944
- Gerhard Strecke (1890–1968), Musikpädagoge und Komponist
- Nikolaus von Ballestrem (1900–1945), Politiker (Zentrum)
- Hermann Pabel (1901–1945), römisch-katholischer Geistlicher, Organist, Chorleiter, Komponist und Musikpädagoge
- Helmut Kruse (1908–1999), Wirtschaftsjurist und Archäologe
- Franz Scholz (1909–1998), Kirchenhistoriker und Moraltheologe
- Reinhold Olesch (1910–1990), Slawist
- Gerhard Möbus (1912–1965), Publizist
- Hubert Cieslik SJ (1914–1988), Jesuit, Überlebender des Atombombenabwurfs auf Hiroshima
- Werner Pierchalla (1922–2020), Politiker (CDU), Jurist
- Erwin Deutsch (1929–2016), deutscher Zivil- und Medizinrechtler
- Mario Graf Matuschka (* 1931), Staatssekretär a. D., Botschafter a. D.
- außerdem acht Weihbischöfe, acht Bischöfe und zwei Erzbischöfe